# Storm-klass
Storm-klass var en typ av motorkanonbåtar som byggdes för det norska sjöforsvaret från 1965 till 1967. Utfasning av fartygen påbörjades i början av 1990-talet. Prototypen till Storm-klassen byggdes vid Bergen Mekaniske Verksted och sjösattes i Bergen 19 mars 1963. Efter omfattande testning och utproving, fann man att skrovet var väl lämpat för operationer på den norska kusten. 
Totalt byggdes 20 båtar av Storm-klassen. Därutöver köpte Sverige en prototyp till patrullbåt HMS Jägaren och 16 patrullbåtar av Hugin-klass från Norge. Dessa hade dock annan artilleribestyckning och andra motorer än de norska båtarna. Norge donerade en begagnad båt till vardera Estland, Lettland och Litauen, dock utan robotbestyckningen.